# Charles Greene
Charles Edward (Charlie) Greene (Pine Bluf (Arkansas), 21 maart 1945 – Lincoln (Nebraska), 14 maart 2022) was een Amerikaans atleet. Hij nam eenmaal deel aan de Olympische Spelen en veroverde bij die gelegenheid een gouden en een bronzen medaille.

## Biografie
Tijdens de Olympische Spelen van 1968 werd Greene op de 4 × 100 m estafette samen met Jim Hines, Mel Pender en Ronnie Ray Smith olympisch kampioen in de wereldrecordtijd van 38,2 s. Op de 100 m won hij brons.

## Titels
- Olympisch kampioen 4 x 100 m - 1968
- Amerikaans kampioen 100 yd - 1966
- Amerikaans kampioen 100 m - 1968
- Amerikaans indoorkampioen 60 yd - 1969, 1970
- NCAA-kampioen 100 yd - 1967

## Persoonlijke records
| Onderdeel | Prestatie          | Datum           | Plaats      |
| --------- | ------------------ | --------------- | ----------- |
| 100 yd    | 9,21 s (+1,5 m/s)  | 16 juni 1967    | Provo       |
| 100 m     | 10,02 s (+2,0 m/s) | 13 oktober 1968 | Mexico-stad |
| 400 m     | 46,7 s             | 1966            |             |

## Palmares

### 60 yd
- 1969:  Amerikaanse kamp. - 6,0 s
- 1970:  Amerikaanse kamp. - 6,0 s

### 100 yd
- 1966:  Amerikaanse kamp. - 9,4 s
- 1967:  NCAA-kamp. - 9,21 s

### 100 m
- 1968:  Amerikaanse kamp. - 10,0 s (RW)
- 1968:  OS - 10,0 s

### 4 × 100 m
- 1968:  OS - 38,2 s WR

1912: Jacobs, Macintosh, d'Arcy, Applegarth ·
1920: Paddock, Scholz, Murchison, Kirksey ·
1924: Clarke, Hussey, Leconey, Murchison ·
1928: Wykoff, Quinn, Borah, Russell ·
1932: Kiesel, Toppino, Dyer, Wykoff ·
1936: Owens, Metcalfe, Draper, Wykoff ·
1948: Ewell, Wright, Dillard, Patton ·
1952: Smith, Dillard, Remigino, Stanfield ·
1956: Murchison, King, Baker, Morrow ·
1960: Cullmann, Hary, Mahlendorf, Lauer ·
1964: Drayton, Ashworth, Stebbins, Hayes ·
1968: Greene, Pender, Smith, Hines ·
1972: Black, Taylor, Tinker, Hart ·
1976: Glance, Jones, Hampton, Riddick ·
1980: Moeravjov, Sidorov, Prokofjev, Aksinin ·
1984: Graddy, Brown, Smith, Lewis ·
1988: Bryzgin, Krylov, Moeravjov, Savin ·
1992: Marsh, Burrell, Mitchell, Lewis ·
1996: Esmie, Gilbert, Surin, Bailey ·
2000: Drummond, Williams, Lewis, Greene ·
2004: Gardener, Campbell, Devonish, Lewis-Francis ·
2008: Bledman, Burns, Callender, Thompson ·
2012: Carter, Frater, Blake, Bolt ·
2016: Powell, Blake, Ashmeade, Bolt ·
2020: Desalu, Jacobs, Patta, Tortu ·
2024: Brown, Blake, Rodney, De Grasse
- Gemeinsame Normdatei: 1257917382
- World Athletics: 14348428
- Virtual International Authority File: 104146937709813830610